# Dardanelle
Dardanelle é uma cidade localizada no estado americano de Arkansas, no Condado de Yell.

## Demografia
Segundo o censo americano de 2000, a sua população era de 4228 habitantes.
Em 2006, foi estimada uma população de 4407, um aumento de 179 (4.2%).

## Geografia
De acordo com o United States Census Bureau, a localidade tem uma área de 7,9 km², sem área coberta por água. Dardanelle localiza-se a aproximadamente 95 m acima do nível do mar.

## Localidades na vizinhança
O diagrama seguinte representa as localidades num raio de 24 km ao redor de Dardanelle.